# Magos a rutafa
A Magos a rutafa kezdetű magyar népdal első változatát Vikár Béla gyűjtötte a Nyitra vármegyei Pogrányban 1902-ben. 1906-ban Kodály Zoltán nagyon hasonló dallamot jegyzett le az ugyancsak nyitrai Gímesben.
A Szent Iván napi tűzgyújtás egyik éneke.
A ruta nálunk kerben termesztett, sárga virágú, erős szagú félcserje. Vikár Béla szerint a  szüzesség és a tiszta szerelem jelképe. A két ág egyike a menyasszonyra, a másik a vőlegényre hajlik.
Feldolgozások:
| Szerző                        | Mire          | Mű                         | Előadás     |
| ----------------------------- | ------------- | -------------------------- | ----------- |
| (Bartók Béla –) Kodály Zoltán | ének, zongora | Magyar népdalok, 12. darab | [ 2 ] [ 3 ] |
| Bárdos Lajos                  | egynemű kar   | Magos a rutafa, 1. darab   | [ 4 ] [ 5 ] |

## Kotta és dallam
Az MNT II. 251. utolsó sora:
Magos a rutafa,

ága elágazik, 

selyem sár haja, Magyar Ilona,

haján fölhő gyöngykoszorúja.

## Felvételek
- Magos a rutafa. Csóka Anita  YouTube (2015. március 19.)  (Hozzáférés: 2016. június 22.) (audió)
- Magos a rutafa (magyar népdal). YouTube. Pécs, Kossuth tér (2010. október 16.)  (Hozzáférés: 2016. június 22.) (videó)